# Grand Prix automobile de Monaco 1971
Résultats du Grand Prix de Monaco 1971, couru sur le circuit de Monaco le 23 mai 1971.
Vingt-trois pilotes font part de leur engagement pour le Grand Prix mais les organisateurs limitent la grille de départ à dix-huit places. 
Victime d'ennuis mécaniques lors des qualifications, Mario Andretti ne réalise que le vingtième temps et ne se qualifie pas pour la course.  

## Résultats des qualifications
| Pos | No. | Pilote               | Écurie           | Temps  | Écart   |
| --- | --- | -------------------- | ---------------- | ------ | ------- |
| 1   | 11  | Jackie Stewart       | Tyrrell-Ford     | 1:23.2 | —       |
| 2   | 4   | Jacky Ickx           | Ferrari          | 1:24.4 | +1.2    |
| 3   | 14  | Jo Siffert           | BRM              | 1:24.8 | +1.6    |
| 4   | 20  | Chris Amon           | Matra            | 1:24.8 | +1.6    |
| 5   | 15  | Pedro Rodríguez      | BRM              | 1:25.1 | +1.9    |
| 6   | 9   | Denny Hulme          | McLaren-Ford     | 1:25.3 | +2.1    |
| 7   | 21  | Jean-Pierre Beltoise | Matra            | 1:25.6 | +2.4    |
| 8   | 17  | Ronnie Peterson      | March-Ford       | 1:25.8 | +2.6    |
| 9   | 7   | Graham Hill          | Brabham-Ford     | 1:26.0 | +2.8    |
| 10  | 22  | John Surtees         | Surtees-Ford     | 1:26.0 | +2.8    |
| 11  | 5   | Clay Regazzoni       | Ferrari          | 1:26.1 | +2.9    |
| 12  | 2   | Reine Wisell         | Lotus-Ford       | 1:26.7 | +3.5    |
| 13  | 27  | Henri Pescarolo      | March-Ford       | 1:26.7 | +3.5    |
| 14  | 10  | Peter Gethin         | McLaren-Ford     | 1:26.9 | +3.7    |
| 15  | 12  | François Cevert      | Tyrrell-Ford     | 1:27.2 | +4.0    |
| 16  | 24  | Rolf Stommelen       | Surtees-Ford     | 1:27.2 | +4.0    |
| 17  | 1   | Emerson Fittipaldi   | Lotus-Ford       | 1:27.7 | +4.5    |
| 18  | 8   | Tim Schenken         | Brabham-Ford     | 1:28.3 | +5.1    |
| Nq  | 16  | Howden Ganley        | BRM              | 1:28.8 | +5.6    |
| Nq  | 6   | Mario Andretti       | Ferrari          | 1:29.1 | +5.9    |
| Nq  | 19  | Nanni Galli*         | March-Alfa Romeo | 1:34.6 | +11.4   |
| Nq  | 18  | Alex Soler-Roig      | March-Ford       | 1:44.4 | +21.2   |
| Nq  | 28  | Skip Barber          | March-Ford       | 2:48.6 | +1:25.4 |

- Andrea de Adamich figurait sur la liste des pilotes engagés (avec la March n°19) mais il n'a pas pris part au Grand Prix. Il est remplacé par Nanni Galli.

## Classement de la course
| Pos  | N° | Pilote               | Écurie       | Tours | Temps/Abandon     | Grille | Points |
| ---- | -- | -------------------- | ------------ | ----- | ----------------- | ------ | ------ |
| 1    | 11 | Jackie Stewart       | Tyrrell-Ford | 80    | 1 h 52 min 21 s 3 | 1      | 9      |
| 2    | 17 | Ronnie Peterson      | March-Ford   | 80    | + 25 s 6          | 8      | 6      |
| 3    | 4  | Jacky Ickx           | Ferrari      | 80    | + 53 s 3          | 2      | 4      |
| 4    | 9  | Denny Hulme          | McLaren-Ford | 80    | + 1 min 06 s 7    | 6      | 3      |
| 5    | 1  | Emerson Fittipaldi   | Lotus-Ford   | 79    | + 1 tour          | 17     | 2      |
| 6    | 24 | Rolf Stommelen       | Surtees-Ford | 79    | + 1 tour          | 16     | 1      |
| 7    | 22 | John Surtees         | Surtees-Ford | 79    | + 1 tour          | 10     |        |
| 8    | 27 | Henri Pescarolo      | March-Ford   | 77    | + 3 tours         | 13     |        |
| 9    | 15 | Pedro Rodríguez      | BRM          | 76    | + 4 tours         | 5      |        |
| 10   | 8  | Tim Schenken         | Brabham-Ford | 76    | + 4 tours         | 18     |        |
| Abd. | 14 | Jo Siffert           | BRM          | 58    | Durite d'huile    | 3      |        |
| Abd. | 21 | Jean-Pierre Beltoise | Matra        | 47    | Différentiel      | 7      |        |
| Abd. | 20 | Chris Amon           | Matra        | 45    | Différentiel      | 4      |        |
| Abd. | 5  | Clay Regazzoni       | Ferrari      | 24    | Accident          | 11     |        |
| Abd. | 10 | Peter Gethin         | McLaren-Ford | 22    | Accident          | 14     |        |
| Abd. | 2  | Reine Wisell         | Lotus-Ford   | 21    | Distributeur      | 12     |        |
| Abd. | 12 | François Cevert      | Tyrrell-Ford | 5     | Accident          | 15     |        |
| Abd. | 7  | Graham Hill          | Brabham-Ford | 1     | Accident          | 9      |        |
| Nq.  | 16 | Howden Ganley        | BRM          |       | Non qualifié      |        |        |
| Nq.  | 6  | Mario Andretti       | Ferrari      |       | Non qualifié      |        |        |
| Nq.  | 18 | Alex Soler-Roig      | March-Ford   |       | Non qualifié      |        |        |
| Nq.  | 28 | Skip Barber          | March-Ford   |       | Non qualifié      |        |        |

Légende :
- Abd.=Abandon

## Pole position et record du tour
- Pole position : Jackie Stewart en 1 min 23 s 2 (vitesse moyenne : 136,082 km/h).
- Tour le plus rapide : Jackie Stewart en 1 min 22 s 2 au 57e tour (vitesse moyenne : 137,737 km/h).

## Tours en tête
- Jackie Stewart : 80 (1-80)

## À noter
- 14e victoire pour Jackie Stewart.
- 2e victoire pour Tyrrell en tant que constructeur.
- 36e victoire pour Ford Cosworth en tant que motoriste.
- Lors de ce Grand Prix, le cinéaste Roman Polanski, qui s'est lié d'amitié avec Jackie Stewart, tourne son documentaire Weekend of a Champion, sorti en 1972 et récompensé lors de la Berlinale 1972, en promenant sa caméra pendant trois jours dans l'intimité du champion écossais, sur et en dehors du circuit.